# Гендерна нерівність

Індекс гендерної нерівності, 2019

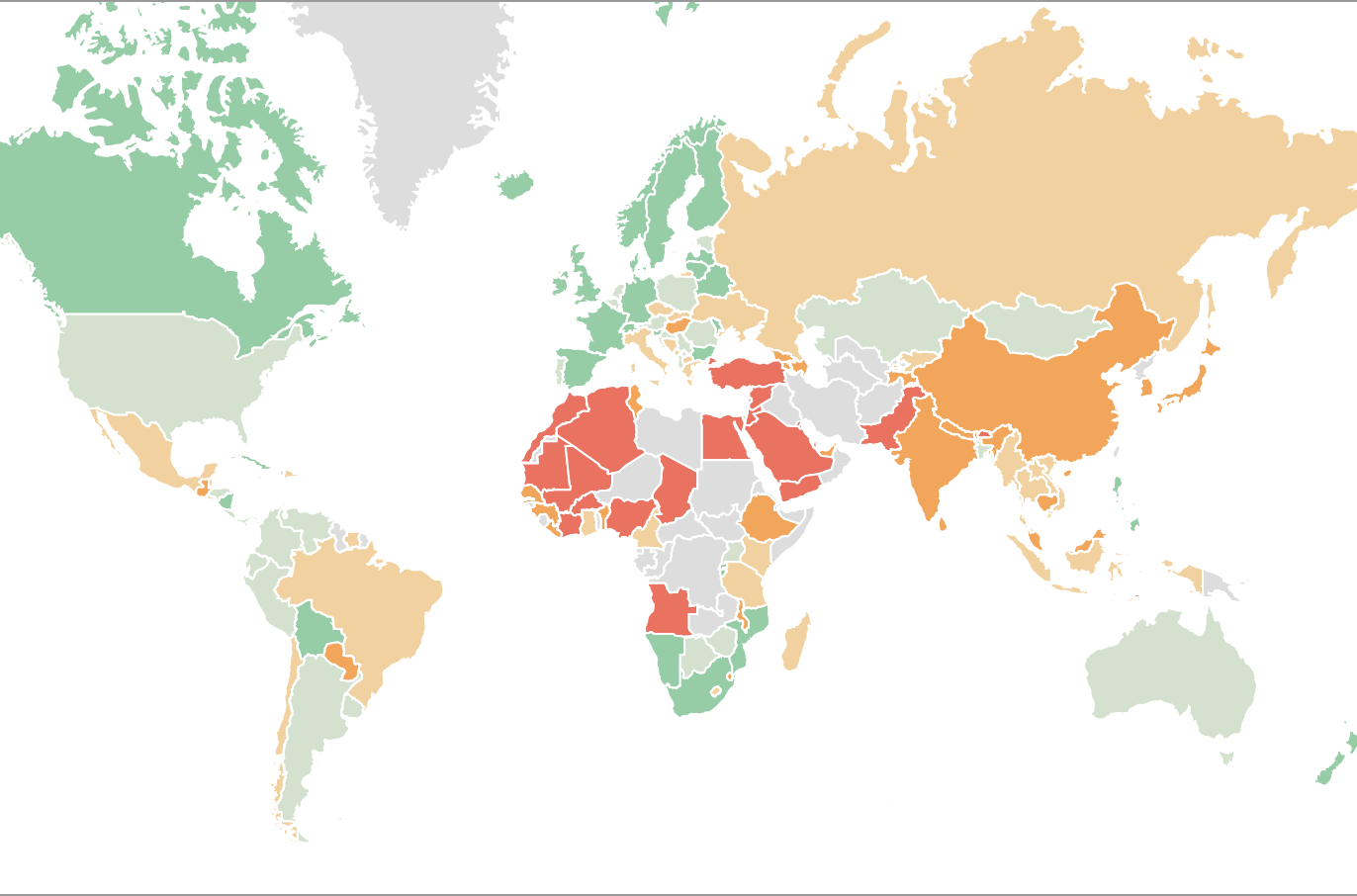
Глобальний індекс гендерного розриву, 2017

Гендерна нерівність (англ. Gender inequality) — це ситуація, коли жінки й чоловіки не є фактично рівними за правами, можливостями й уявленнями про них унаслідок сексизму. Донині жінки гірше за чоловіків представлені в багатьох областях, включаючи безпеку, освіту, можливості на ринку праці, політику, платню за рівноцінну роботу (гендерний розрив в оплаті), основною причиною якого є характерна чоловікам властивість робити більше та брати на себе відповідальність у професіях, які включають великі ризики для здоров'я.
Гендерна нерівність випливає з відмінностей у гендерних ролях і спричинена існуванням гендерних стереотипів. Системи гендерів (становища в різних суспільствах чоловіків, жінок і людей інших гендерів) часто є дихотомічними й ієрархізованими. Гендерна нерівність виростає з соціальних розрізнень, як емпірично обґрунтованих, так і сконструйованих соціально.
Дискримінація (відмінне ставлення чи поводження, упередженість, утиск, насильство) людей через їхню стать або гендер називається сексизмом і є інструментом створення й підтримання гендерної нерівності. Гендерна нерівність включає основні прояви сексизму.
Боротися з гендерною нерівністю першим почав феміністичний рух, наразі на нього спрямовуються значні міжнародні зусилля й гендерні політики держав і об'єднань. Метою їхніх зусиль є досягнення гендерної рівності.

## Гендерне насильство
Гендерне (гендероване) насильство чи насильство, пов'язане зі статтю (gender-based violence), в українському законодавстві «насильство за ознакою статі» — це насильство, яке вчиняється над людиною (зазвичай жінкою) тільки через те, що вона належить до певної статі, або ж таке, від якого люди однієї статі (зазвичай жінки) страждають непропорційно більше, ніж люди іншої статі.

### Насильство проти жінок
Гендероване насильство включає домашнє насильство, сексуальне насильство (зокрема, на робочому місці).

### Домашнє насильство
Основною демографічною групою, що потерпає від домашнього насильства, є жінки, тоді як кривдниками є переважно чоловіки.

### Сексуальне насильство

#### Насильство й сексуальні домагання на роботі
Показники сексуальних домагань у різних країнах ЄС варіюють від 4 % до 15 %. Це залежить від ставлення до питання в країнах і від того, чи є домагання предметом публічного обговорення. У деяких країнах, безсумнівно, не вистачає досліджень цих питань через табу сексуальності, поширеність звинувачення жертви й мітів про зґвалтування. За даними УНЗ ООН, на базі опитувань у більш ніж у 50 країнах, сексуальні напади оприлюднюються лише в 11 % випадків  [Архівовано 13 червня 2018 у Wayback Machine.].

#### Гендерне сексуальне насильство в Україні
Згідно з дослідженням західноукраїнського правозахисного центру «Жіночі перспективи» (2005) серед львів'ян і населення області, понад 14 % опитуваних стикаються на роботі з небажаними формами статевої уваги з боку керівників. 96 % з них — жінки (лише 4 % опитаних, що підтвердили наявність домагань керівництв на роботі, були чоловіками).
У 2008 році «Ла Страда-Україна» разом із Київським міжнародним інститутом соціології провели опитування, за результатами якого:
|  | - 96 % громадян України погоджуються з фактом існування сексуальних домагань. - 43 % українців вважають проблему сексуальних домагань актуальною для України. - 32 % українських жінок стикалися із ситуаціями, коли в чоловіків були переваги при прийомі на роботу, розмірі винагороди, кар'єрних перспективах тощо. - 62 % жінок і 38 % чоловіків вважають, що «сексуальні домагання — це можливість „просунутися“ по кар'єрних сходах.» |

## Нерівності на ринку праці

Неврегульований гендерний розрив в оплаті праці серед країн ОЕСР

Тижневий заробіток жінок як відсоток від чоловічого (середньорічні показники, 1979—2005)

### Гендерна дискримінація на ринку праці
Гендерна дискримінація на робочому місці залишається значущою. Найбільш масштабно це спостерігається в структурі зайнятости:
- вертикальна дискримінація (гендерна сегрегація): жінки не отримують однакову з чоловіками роботу у високооплачуваних в престижних сферах (чоловіки домінують у владі, політиці, бізнесі, промисловості й мистецтві, жінки переважають у сфері обслуговування й соціальній),
- горизонтальна сегрегація: у межах однієї професії чоловіки займають більше управлінських і вищих позицій, тоді як жінки стикаються зі скляною стелею при побудові кар'єри.

### Різна оплата праці жінок і чоловіків
Гендерна нерівність спостерігається також при розгляді рівня заробітної плати в межах однієї професійної групи, і це прямий наслідок відмінностей у сфері зайнятості. Жінки значно менше можуть контролювати свій робочий час через третю зміну та жіночу часову бідність. Подвійна зайнятість досі є основною рисою жіночої праці — жінка, що працює, значно зайнятіша за чоловіка у веденні господарства й вихованні дітей.

### Організація праці жінок і чоловіків

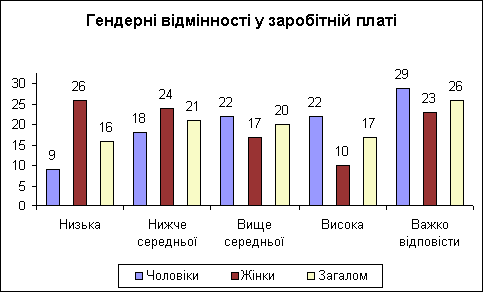
Відмінності в заробітній платі чоловіків та жінок

У 1998 році Європейська фундація покращення життєвих умов та умов праці провела дослідження в країнах Євросоюзу й Норвегії. Хто бажає працювати, де, чому — це були найголовніші питання дослідження. Ключові положення:
1. Дві третини працюючих жінок — одружені або живуть з партнером. Тобто рішення про працевлаштування та кількість робочих годин впливають не тільки на життя однієї людини, але й його чи її партнера.
2. Разом партнер(к)и витрачають на роботу близько 62 годин. Пари, які мають фінансові труднощі, витрачають значно менше годин (53 години) на працю, ніж пари, які вважають себе заможними.
3. Наявність дітей відносно незначно впливає на час, який людина витрачає на роботу, однак, в кожній четвертій родині з дітьми, чоловік працює повний робочий день, тоді як жінка працює неповний робочий день.
4. В 43 % сімей гроші заробляє тільки одна людина — в більшості випадків це чоловік.
5. 1/3 пар (31 %) віддали б перевагу моделі життя, коли чоловік працює повний робочий день, а жінка неповний, хоча за такою моделлю зараз живуть тільки 20 % пар.
6. Значна частина пар (16 %) проголошують, що хотіли, б щоб обидва партнери працювали неповний робочий день, хоча реально так живуть тільки 2 % пар.
7. На відміну від існуючої ситуації, чоловіки та жінки бажають, щоб було більше рівності щодо участі обох у праці, за яку сплачують; більшість чоловіків та жінок вважають, що не тільки чоловіки, але й жінки мають працювати.

## Гендерна нерівність за країнами

### В Україні
Принцип гендерної рівності закріплений у Конституції України: Стаття 3 закріплює рівність чоловіків та жінок в усіх сферах життя. Окрім даної норми, гендерної рівності торкаються ст. 21, 24, 51. Частина третя ст. 24 Конституції безпосередньо присвячена подоланню дискримінації стосовно жінок в Україні та наголошує на тому, що рівність прав жінок і чоловіків забезпечується: наданням жінкам рівних з чоловіками можливостей у громадсько-політичній та культурній діяльності, у здобутті освіти та професійній підготовці, у праці та винагороді за неї і так далі. Але відповідно до законодавства лише жінкам надається можливість поєднувати працю з материнством. Законодавчо чоловіки позбавлені такої можливості. Такий підхід є характерною ілюстрацією формального розуміння принципу гендерної рівності[джерело?].
Окрім цього, Україна ратифікувала Конвенцію про ліквідацію усіх форм дискримінації щодо жінок 1979 року, Конвенцію № 156 про працюючих з сімейними обов'язками, підсумкові документи Всесвітньої конференції з прав людини (Відень, 1993 р.), Конвенцію про ліквідацію насильства щодо жінок, Пакти про громадянські та політичні права і про соціальні, економічні та культурні права (1976).
Чинне законодавство де-юре гарантує чоловікам та жінкам України рівні права та можливості, але реально в політичній, культурній, соціальній, економічній сфері, в працевлаштуванні та повсякденному житті існує нерівність. Основними жіночими проблемами в Україні є: домашнє насильство, проституція та торгівля жінками, наркоманія, акушерська агресія, дискримінація трансгендерних жінок, відсутність послідовної державної політики в цих сферах. Особливої гостроти набула проблема сексуальних домагань, які поширені серед чоловіків на керівничих посадах та жінками, які є їхніми робітницями. Водночас частка зайнятості жінок до аналогічного показника серед чоловіків в Україні поступово зменшується: від майже 82 % в 1999 році до 74,5 % в 2017 році.
На шляху до встановлення гендерної рівності в українському суспільстві стоять наступні чинники:
- Стереотипи масової свідомості, які й досі розглядають жінку як слабку у порівнянні з чоловіком істоту, яка є другорядною в суспільному, політичному та економічному житті[19];
- Нерівний розподіл репродуктивної праці між жінками та чоловіками[18];
- Кризова економічна ситуація, від якої жінки страждають більше, ніж чоловіки[18]. Зокрема це стосується безробіття, яке нерідко штовхає жінок на заробітчанство, що призводить до продажу жінок та подальшої сексуальної експлуатації[20];
- Слаборозвинуте громадянське суспільство, у тому числі пасивність жіночих організацій та окремих жінок у відстоюванні своїх законних прав та свобод[21].

## Боротьба з гендерною нерівністю

### Феміністичний рух
В ХІХ ст. жінки з усього світу розгорнули масштабний рух за права жінок — фемінізм, наслідки особливо відчутні на міжнародному рівні. Більшість держав світу вперше в історії підтримали захист прав жінок і визнали його своїм «високопріоритетним завданням». Жінкам надано виборчі, майнові, шлюбні права. Масові зґвалтування визнано тактичною зброєю у війні, їхнє переслідування включено до обов'язків спеціальних кримінальних трибуналів.
Однак, попри багатообіцяючі зміни в міжнародному праві та практиці, жінки з усього світу досі стикаються з повсякденною нерівністю. Крім того, їм часто бракує засобів та знань, необхідних для використання системи прав людини для боротьби зі зловживаннями. Чимало жінок не знають про фемінізм або сприймають його як щось абстрактне, що їх не стосується. Активізм феміністок окреслив права жінок, завдання сучасності — зробити їх більш досяжними.
Існує три головні причини привернення уваги до загальнолюдських прав жінок:
1. Необхідність інформувати жінок про те, що вони мають права людини та повинні їх використовувати,
2. Необхідність оприлюднювати випадки порушення прав на підставі гендеру та боротися з ними,
3. Необхідність сформувати нову практику прав людини, яка повністю вирішуватиме питання загальнолюдських прав жінок.

### Міжнародні організації та законодавчі ініціативи
- ООН-Жінки
- Конвенція про ліквідацію всіх форм дискримінації жінок
- Стамбульська конвенція (про запобігання та боротьба з насильством проти жінок та домашнім насильством)
- Шведська модель протидії проституції

### Національні гендерні політики
Глобальними стратегіями з покращення рівня життя жінок на державному та світовому рівнях є гендерні політики. Серед впроваджуваних підходів:
- Гендерний мейнстримінг
- Гендерні квоти
- Феміністична мовна реформа
- Рівна оплата за рівну працю
- Гендерна нейтральність